# Komul (település)

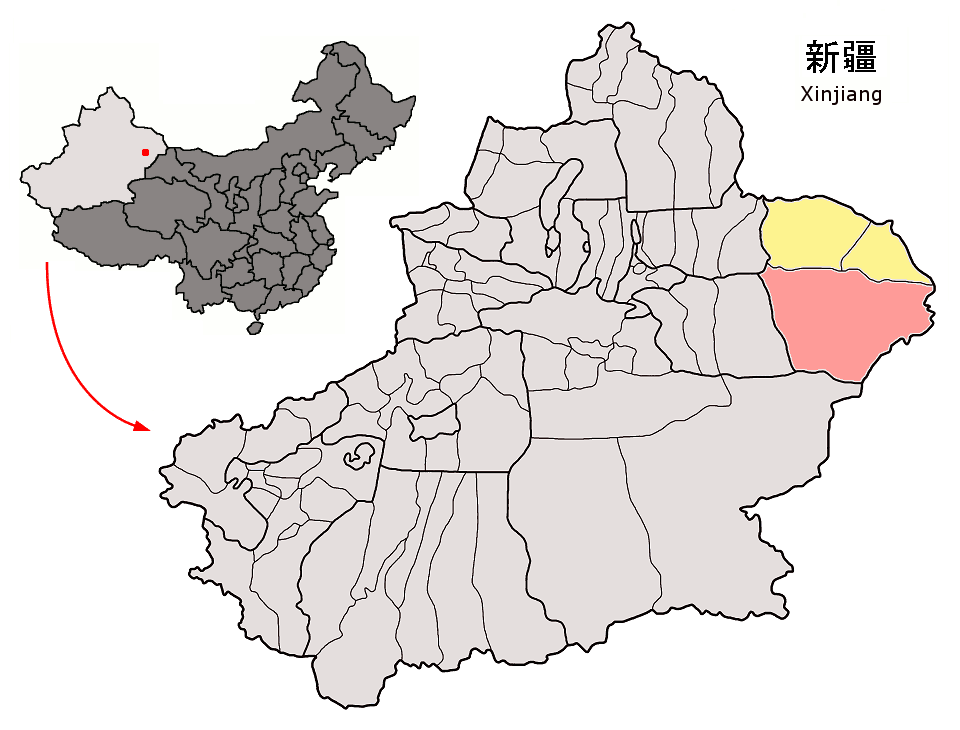
Komul város elhelyezkedése (rózsaszín)

Komul (mai nevén Hami) (ujgur nyelven: قۇمۇل ) város Hszincsiangban, a Komul tartomány székhelye. 85.035 km² területű oázisváros környékén számos régészeti lelőhelyet tártak fel, amelyek hivatalosan is Kína Védett Műemlékei között szerepelnek. Lakosainak száma 569 388 fő (2020).

## Fordítás
- Ez a szócikk részben vagy egészben  a   Kumul (Stadt) című német Wikipédia-szócikk fordításán alapul.  Az eredeti cikk szerkesztőit annak laptörténete sorolja fel. Ez a jelzés csupán a megfogalmazás eredetét és a szerzői jogokat jelzi, nem szolgál a cikkben szereplő információk forrásmegjelöléseként.